# Списак династија старог Египта
У египатској историји, династије представљају серије владара који имају заједничко порекло. Обично су, али не и увек, исте породице.
Историјски период старог Египта традиционално је подељен на тридесет једну фараонску династију. Прва подела на тридесет династија настала је у 3. веку п. н. е. од стране египатског свештеника Манетона, и појавила се у његовом делу Aegyptiaca, које је, претпоставља се, било написано на грчком језику за тадашње владаре Птолемејског Египта. Име Тридесетпрве династије је каснија кованица.
Иако се ова подела увелико користи она има неке недостатке. Неке династије су владале само делом Египта и постојале су истовремено са другим династијама у другим градовима. Седма династија можда уопште није постојала, Десета је можда наставак Девете, а можда су постојале једна или више династија у Горњем Египту пре Прве династије.
Ова страница садржи списак династија у старом Египту. Иза имена династије у загради се налази име града који је био седиште те династије.

## Рани династички период
- Прва египатска династија (Тинис)
- Друга египатска династија (Тинис)

## Старо краљевство
- Трећа египатска династија (Мемфис)
- Четврта египатска династија (Мемфис)
- Пета египатска династија (Мемфис)
- Шеста египатска династија (Мемфис)

## Први прелазни период
- Седма египатска династија (Мемфис), дискутабилна[1]
- Осма египатска династија (Мемфис)
- Девета египатска династија (Хераклеополис Магна)
- Десета египатска династија (Хераклеополис Магна), наставак Девете династије[2]

## Средње краљевство
- Једанаеста египатска династија (Теба)
- Дванаеста египатска династија (Аменемхет Итауи, Фајум регион)
- Тринаеста египатска династија (Аменемхет Итауи)

## Други прелазни период
- Четрнаеста египатска династија (Аварис)
- Петнаеста египатска династија (Аварис)
- Шеснаеста египатска династија (није сигурно, Теба или Аварис)
- Абидос династија (није сигурно, Абидос)
- Седамнаеста египатска династија (Теба), истовремено са Петнаестом династијом

## Ново краљевство
- Осамнаеста египатска династија (Теба, Амарна, па опет Теба)
- Деветнаеста египатска династија (Теба, Мемфис, потом Пер-Рамзес)
- Двадесета египатска династија (Пер-Рамзес)

## Трећи прелазни период
- Двадесетпрва египатска династија (Танис)
  - Амонови врховни свештеници у Теби
- Двадесетдруга египатска династија (Бубастис)
- Двадесеттрећа египатска династија (није сигурно, можда Хераклеополис Магна, Хермополис Магна, или Теба)
- Двадесетчетврта египатска династија (Саис, Западна делта Нила)
- Двадесетпета египатска династија (Мемфис, под управом Напате, Нубија)

## Касни период
- Двадесетшеста египатска династија (Саис)
- Двадесетседма египатска династија или Прва египатска сатрапија (под управом Ахеменидског царства)
- Двадесетосма египатска династија (Саис)
- Двадесетдевета египатска династија (Мендес)
- Тридесета египатска династија (Себенитос)
- Тридесетпрва египатска династија или Друга египатска сатрапија (под управом Ахеменидског царства)

## Грчко-римски период
- Птолемејиди (Александрија)
- Римски период (Александрија, под управом Рима)